# التونا (فلوریدا)
التونا، فلوریدا (به انگلیسی: Altoona, Florida) یک منطقهٔ مسکونی در ایالات متحده آمریکا است که در فلوریدا واقع شده‌است.

## خصوصیات
التونا ۱٫۳ کیلومترمربع مساحت و ۸۸ نفر جمعیت دارد و ۳۰ متر بالاتر از سطح دریا قرار دارد.